# ألبرت كون
ألبرت كون (بالفرنسية: Albert Cohn)‏ هو مدرس فرنسي، ولد في 14 سبتمبر 1814 في براتيسلافا في سلوفاكيا، وتوفي في 15 مارس 1877 في باريس في فرنسا.